# Maria del Mar Bonnín Palou
Maria del Mar Bonnín Palou (Palma, Mallorca, 12 de maig de 1990) és una ciclista balear. Combina la carretera amb el ciclisme en pista. Vinculada a una família lligada al ciclisme, és parella del també ciclista Albert Torres.

## Palmarès en ruta
- 2011
  - 1a al Trofeu Roldán

## Palmarès en pista
- 2012
  -  Campiona d'Espanya en Scratch
- 2015
  -  Campiona d'Espanya en Scratch